# Eunidia unifuscomaculata
Eunidia unifuscomaculata är en skalbaggsart som beskrevs av Stefan von Breuning 1960. Eunidia unifuscomaculata ingår i släktet Eunidia och familjen långhorningar.
Artens utbredningsområde är Gabon. Inga underarter finns listade i Catalogue of Life.